# シュタイアー東線
シュタイアー東線（独語;Steirische Ostbahn）は、オーストリア連邦鉄道の鉄道線の名称である。路線番号は530。

## 概要
グラーツから、ハンガリー方面へ伸びる路線の一部。

## 歴史
ラープ - グラーツ間の鉄道建設について、オーストリアでは三つの経路が検討された。第二の経路にあるネステルバッハ地域では農民や地主が鉄道建設に抵抗して、現在の経路が結局採択された。この路線はハンガリー西部鉄道（Magyar Nyugati Vasút, MNyV）により建設されて、1872年9月1日にセントゴットハールト - 国境線（現在シュタイアーマルク州とブルゲンラント州の境界線）間がソンバトヘイ - セントゴトハールド線とともに開通した。この路線は1873年5月1日にグラーツまで延長された。

## 運行形態[3]

### 特急「インターシティ(IC)」
- ドラウ号：　リュブリャナ - グラーツ - セントゴトハールド - ブダペスト
一日1往復で、早朝にブダペスト行・深夜にグラーツ行が運行される。セントゴトハールド以東はハンガリー国鉄21号線に、グラーツ以西は502号線に直通する。
2021年以前は、オーストリア国内に限り快速として運行していた他、グラーツ以西に直通していなかった。また、東行はほぼ各駅に停車していた。

- ムール号：　グラーツ - セントゴトハールド - ブダペスト
一日1往復、日中の運行。セントゴトハールド以東はハンガリー国鉄21号線に直通する。東行は快速並の停車駅となる。
2022年度に運行を開始した。

### 快速「レギオナル・エクスプレス(REX)」
- (セントゴトハールド/ハートベルク - )フェーリング - グラーツ
朝は、平日のみ一日5本、フェーリンク→グラーツ間に運行する。うち1本はハートベルク始発で520号線から直通するが、520号線内は普通として運行する。午後は、一日あたり平日7本、休日1本がグラーツ→フェーリンク/セントゴトハールド間に運行し、大部分はターカーン・ザンクト・マーガレテンを通過する。
2022年度以前は、午後の東行が平日のみ一日8本の運行であった。

- グラーツ→グライスドルフ→ヴァイツ
一日あたり、片道2本運行する。グライスドルフ以東は531号線に直通する。
2018年以前、一日あたり片道1本運行していた。2018年末に、快速相当の停車駅のままSバーン(S31)に格下げされたが、2022年度に2本が快速に格上げされた。

### 普通「レギオナルツーク(R)」
以下に記す普通「Sバーン」が、フェーリンク以東で「レギオナルツーク(R)」として運行される。
2016年以前は、グラーツ→グライスドルフ間にも平日のみ片道1本運行していて、各駅に停車していた。

### 普通「Sバーン(S)」
下記2系統に分かれる。
- グラーツ - フェーリンク - セントゴトハールド (S3)
1時間に1本の運行。半数弱がフェーリンク以西のみの運行で、フェーリンク - セントゴトハールド間は1～2時間に1本の運行となる。
- グラーツ - グライスドルフ - ヴァイツ (S31)
平日のみの運行。一日あたり、東行4本、西行6本運行される。グライスドルフ以東は531号線に直通する。

## 駅一覧
以下では、530号線の駅と営業キロ、停車列車、接続路線などを一覧表で示す。
- 種別
  - IC：特急「インターシティ」
  - REX：特別快速「レギオナル・エクスプレス」
  - R：快速「レギオナルツーク」
  - S：普通「Sバーン」
- 停車駅
  - ■印：全列車停車
  - ●印：一部通過
  - ○印：一部停車
  - ｜印：全列車通過

| 路線番号 | 駅名                                             | 駅間営業キロ | 累計営業キロ       | 累計営業キロ         | IC | REX | R | S  | 接続路線                                                             | 所在地               | 所在地                   |
| -------- | ------------------------------------------------ | ------------ | ------------------ | -------------------- | -- | --- | - | -- | -------------------------------------------------------------------- | -------------------- | ------------------------ |
| 21       | セントゴトハールド駅                             | -            | ジェールから 168.9 | ゴトハールドから 0.0 | ■  | ■   | ■ |    | ハンガリー国鉄 21号線（ソンバトヘイ方面）                            | ヴァシュ県           | セントゴトハールド郡     |
| 530      | モーガースドルフ駅                               | 3.0          | 171.9              | 3.0                  | ｜ | ■   | ■ |    |                                                                      | ブルゲンラント州     | イェンナースドルフ郡     |
| 530      | イェンナースドルフ駅                             | 6.9          | 178.8              | 9.9                  | ■  | ■   | ■ |    |                                                                      | ブルゲンラント州     | イェンナースドルフ郡     |
| 530      | ホーエンブルク・アン・デア・ラープ駅             | 6.1          | 184.9              | 16.0                 | ｜ | ■   | ■ |    |                                                                      | シュタイアーマルク州 | 南東シュタイアーマルク郡 |
| 530      | フェーリンク駅                                   | 3.7          | 188.6              | 19.7                 | ■  | ■   | ■ | ■  | 520号線（ヴィーナー・ノイシュタト方面）                              | シュタイアーマルク州 | 南東シュタイアーマルク郡 |
| 530      | レーダースドルフ駅                               | 5.1          | 193.7              | 24.8                 | ｜ | ○   |   | ■  |                                                                      | シュタイアーマルク州 | 南東シュタイアーマルク郡 |
| 530      | フェルドバッハ駅                                 | 4.4          | 198.1              | 29.2                 | ■  | ■   |   | ■  | 532号線（バト・グライヒェンベルク方面）                              | シュタイアーマルク州 | 南東シュタイアーマルク郡 |
| 530      | グニービンク駅                                   | 2.7          | 200.8              | 31.9                 | ｜ | ○   |   | ■  |                                                                      | シュタイアーマルク州 | 南東シュタイアーマルク郡 |
| 530      | ローア駅                                         | 3.6          | 204.4              | 35.5                 | ｜ | ○   |   | ■  |                                                                      | シュタイアーマルク州 | 南東シュタイアーマルク郡 |
| 530      | シュトゥーデンツェン・フラドニッツ駅             | 3.8          | 208.2              | 39.3                 | ○  | ●   |   | ■  |                                                                      | シュタイアーマルク州 | 南東シュタイアーマルク郡 |
| 530      | ターカーン・ザンクト・マーガレテン駅             | 5.4          | 213.6              | 44.7                 | ｜ | ●   |   | ■  |                                                                      | シュタイアーマルク州 | ヴァイツ郡               |
| 530      | グライスドルフ駅                                 | 7.4          | 221.0              | 52.1                 | ■  | ■   |   | ■  | 531号線（ヴァイツ方面）                                              | シュタイアーマルク州 | ヴァイツ郡               |
| 530      | ラスニッツタル駅                                 | 4.4          | 225.4              | 56.5                 | ｜ | ○   |   | ■  |                                                                      | シュタイアーマルク州 | ヴァイツ郡               |
| 530      | ラスニッツホーエ駅                               | 6.3          | 231.7              | 62.8                 | ○  | ●   |   | ■  |                                                                      | シュタイアーマルク州 | グラーツ郊外郡           |
| 530      | ハート・バイ・グラーツ駅                         | 8.6          | 240.3              | 71.4                 | ｜ | ○   |   | ■  |                                                                      | シュタイアーマルク州 | グラーツ郊外郡           |
| 530      | ラーバ駅                                         | 1.6          | 241.9              | 73.0                 | ○  | ●   |   | ■  |                                                                      | シュタイアーマルク州 | グラーツ郊外郡           |
| 530      | グラーツ・リーベナウ・ムア公園駅                 | 1.6          | 241.9              | 73.0                 | ○  | ■   |   | ■  |                                                                      | シュタイアーマルク州 | グラーツ市               |
| 530      | グラーツ・シュタディオン・リーベナウ駅（臨時駅） |              | 245.5              | 76.6                 | ｜ | ｜  |   | ｜ |                                                                      | シュタイアーマルク州 | グラーツ市               |
| 530      | グラーツ東・展示場駅                             | 4.7          | 246.6              | 77.7                 | ■  | ■   |   | ■  |                                                                      | シュタイアーマルク州 | グラーツ市               |
| 530      | グラーツ・ドン・ボスコ駅                         | 2.5          | 249.1              | 80.2                 | ∨▲ | ■   |   | ■  | 502号線（シュピールフェルト方面）                                    | シュタイアーマルク州 | グラーツ市               |
| 502      | グラーツ本駅                                     | 1.6          | 250.7              | 81.8                 | ■  | ■   |   | ■  | 501号線（ウィーン/プラハ方面） 550号線（ヴェトマンシュテッテン方面） | シュタイアーマルク州 | グラーツ市               |